# 司法書士
司法書士（日语：司法書士／しほうしょし）為日本和南韓準司法人員之一，其工作在協助客戶進行商業與房地產之登記和準備訴訟相關文件。其工作內容類似中華民國的代書與美國的法務助理。

## 日本

### 歷史
自日本於1872年建立起具西方司法體系的新式法院後，就創立了「代書人」一職，代表當事人準備訴訟檔案。並且陪席於早期日本的訴訟律師「代理人」一旁。1919年的新法創立了「司法代書人」一詞，負責處理法院檔案。1935年的修法確定了現代「司法書士」一詞，直至1950年新法建立後以該詞取代「代書人」，而「代書人」部分職權在修法中分割給予行政書士。

### 職權
在日本，司法書士的主要工作在於為客戶進行商業註冊、房地產登記、準備司法訴訟檔案以及任職於法律事務所。司法書士僅能代表當事人處理在簡易庭、調解程序、仲裁相關準司法問題，但無法授權代表當事人出席於地方法院以及更高層級的訴訟程序。僅管司法書士的工作職責，類似於英美法體系下嚴格區分而出的「事務律師」，但其權限無法與「事務律師」相比擬。

### 國家考試
司法書士須通過法務省舉行的司法考試，其考試內容為十二種日本法規專業知識。其中包含四個基本法規，日本民法、不動產登記法、日本商事法、商業登記法。(自2006年開始，增加日本公司法。)其考試方式為兩次筆試，緊接著一次口試。考試合格率為2.8%。或者在司法事務官、各級法院書記官、檢察廳書記官具備十年左右相關年資，可轉任司法書士。

## 南韓
在南韓，同性質的準司法專業人員，稱之為「法務士」(Hangul: )。

## 外部連結
- 日本司法書士聯合會（页面存档备份，存于）